# The likes of us

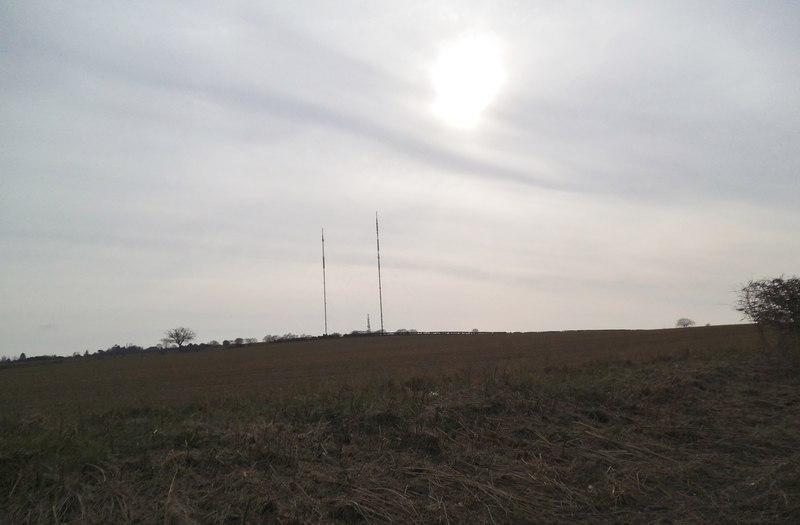
Tv-masten in Sutton Coldfield (Beneath the masts), gefotografeerd 7 april 2013

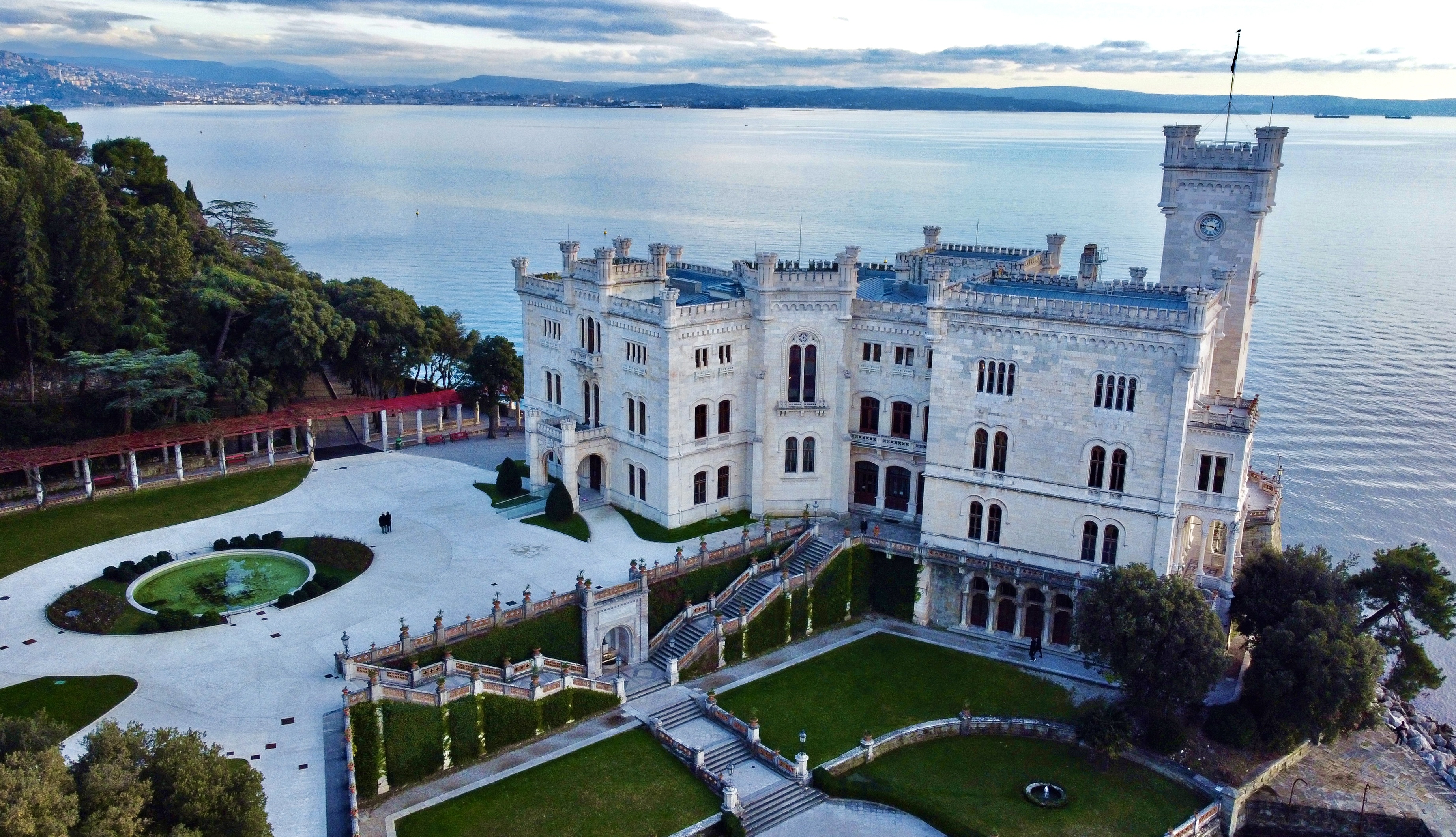
Kasteel Miramare bij Triëst, gefotografeerd september 2022

The likes of us is een studioalbum van Big Big Train.

## Inleiding
Het album vormde op meer dan één manier een nieuw begin. Vanwege het overlijden van David Longdon moest ze op zoek naar een nieuwe zanger; dat werd Alberto Bravin, eerst op proef, maar al snel vast bandlid. Ook was een aantal musici van het vorige studioalbum Welcome to the planet afgehaakt. Voor de distributie van BBT’s muziek diende zich het platenlabel InsideOut Music aan, daar waar BBT’s albums eerder in eigen beheer werden uitgebracht. Opnamen werden verdeeld over drie geluidsstudio’s, waarbij de band voor het eerst uitweek naar één buiten Engeland, de Urban Studio in het Italiaanse Triëst (mei 2023). Dit werd aangevuld met opnamen uit de Aubitt Studios (van Rob Aubrey) in Southampton voor de koperblazers en Inner State Studios in Bath voor de strijkinstrumenten (beide juni 2023). Het betekende dat D'Virgilio zich tijdens de opnamen bij de band had gevoegd, meestal neemt hij zijn deel op in een van de studio’s van zijn werkgever (Sweetwater) in de Verenigde Staten. Het album werd opnieuw gestoken in een ontwerp van Sarah Louise Ewing, weduwe van David Longdon, en Steve Vantsis.
Ook dit keer werden onderwerpen dicht bij huis gezocht, zoals de televisiemasten in Sutton Coldfield, alwaar Spawton woont, en Kasteel Miramare waar Bravin woont.

## Musici
- Alberto Bravin – zang, toetsinstrumenten, gitaren
- Nick D'Virgilio – drumstel, percussie, akoestische gitaar, vibrafoon, zang
- Dave Foster – gitaren, zang
- Oskar Holldorff – toetsinstrumenten, zang
- Clare Lindley – viool, zang
- Rikard Sjöblom – gitaren, toetsinstrumenten, zang
- Greg Spawton – basgitaar, baspedalen, akoestische gitaar, mellotron

Met
- Brian Mullan – cello
- Big Big Train Brassband:
  - Dave Desmond – trombone
  - Ben Godfrey – trompet, piccolotrompet
  - Nick Stone – hoorn
  - Jon Truscott – tuba

## Muziek
| Nr. | Titel                                                                    | Duur  |
| --- | ------------------------------------------------------------------------ | ----- |
| 1.  | Light left in the day (Bravin, Spawton)                                  | 6:10  |
| 2.  | Oblivion (D'Virgilio, Foster)                                            | 5:27  |
| 3.  | Beneath the masts (Spawton, D’Virgilio, Bravan)                          | 17:26 |
| 4.  | Skates on (Spawton)                                                      | 4:28  |
| 5.  | Miramare (I: Novara; II: Bora chiara, III: Bora scura) (Bravin, Spawton) | 10:17 |
| 6.  | Love is the light (Bravin, Spawton)                                      | 6:11  |
| 7.  | Bookmarks (Spawton, Bravin)                                              | 6:23  |
| 8.  | Last eleven (Spawton)                                                    | 7:55  |

Last eleven (over desillusies in cricketloopbaan, 2022) en Oblivion en Love is the light (2023) waren al tijdens eerdere concerten te horen.

## Nasleep
Het album behaalde kortstondige enkele noteringen in albumlijsten.